# ソマリアの音楽
ソマリアの音楽（ソマリアのおんがく、ソマリ語: Muusiga Soomaalida）では、ソマリ族の音楽について解説する。

## 概要

### 伝統的なソマリ音楽

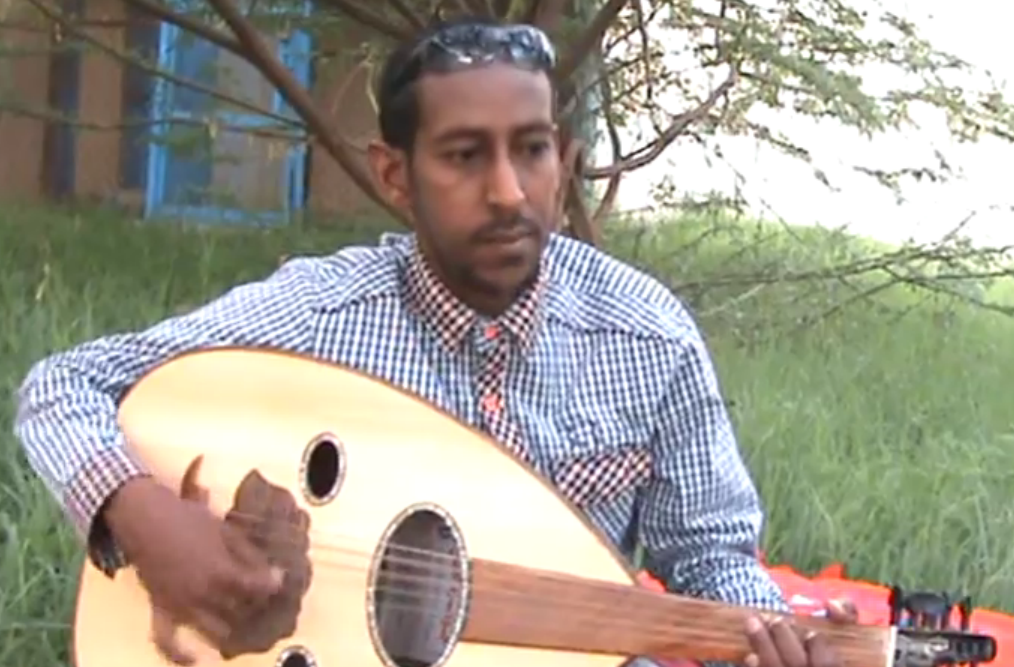
ウード奏者・Nuruddin Ali Amaan

ソマリアの人々は、伝統的なソマリアの伝承を中心とした豊かな音楽遺産を持つ。
ソマリアの歌は五音音階を基にしている。つまり、長音階を始めとした七音音階とは異なり1オクターブあたり5つの音階しか使用しない。一見すると、エチオピアやスーダン、アラビア半島等々の地域のものと誤認されることもあるが、詳しく聞くと独自のものであると解釈できる。ソマリアの歌は通常、作詞家（ lahamiste ）、作曲家（ abwaan ）、およびボーカル（ odka ）で構成されている。また、ソマリアでダンスはciyaarと言われる。 
ソマリアの音楽において、主な伝統的な楽器としてはウード・リュート（ kaban ）などが挙げられる。多くの場合、小規模のドラムやリード、フルートなどがサポートしている。逆に重い打楽器・金管楽器は少ない。ソマリアの河川流域及び沿岸地域では、次のようなさまざまな伝統楽器が使用されている。 
- 膜鳴楽器: nasaro、mokhoddonやmasoondhe（音の高く重いドラム）、reeme、jabbuやyoome（小さなドラム）
- 気鳴楽器: malkad、siinbaar（フルート）、sumaari（ダブルクラリネット）、fuugwo (トランペット) buun、muufeやgees-goodir（ホーン）
- 体鳴楽器: shagal（金属製の鳴子）、shanbaal（木の鳴子）、shunuuf（足首につける野菜のラトル）、tenegyo（シロフォン）
- 弦鳴楽器: shareero（リラ）、kinaandha（リュート）、madhuube（親指ピアノ）、seese（一弦バイオリン）

## 歴史

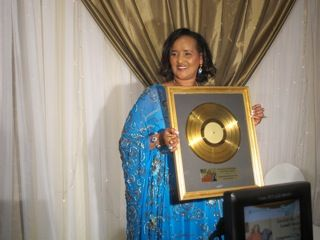
ゴールドレコード、特別功労賞生涯業績賞を受賞したソマリアの歌手・サード・アリ・ワルサメ

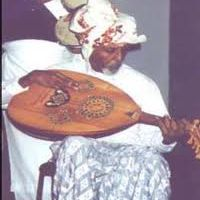
ソマリア音楽の父・アブダラヒ・カーシェ

ソマリアのポピュラー音楽は、1940年代にアブディ・シニモによるbalwoというスタイルに始まる。この新しいジャンルから、後にヒーロスタイル（Heelo）が確立されていく。アブディによる改革と彼の音楽への情熱により、ソマリアの音楽には革命が起こった。
近代のソマリアの歌に最初にメロディーがついたのはアブダラヒ・カーシェ（Abdullahi Qarshe）により伴奏としてkaban（ウード）が使われたときである。彼はソマリア人から「ソマリ音楽の父」として尊敬されている。
この時代のカラーミ音楽（ソマリ語: qaraami songs）は現在も人気があるものも多い。主にウードで演奏されており、1950年代の有名な奏者としてはAli Feiruzやモハメッド・ナハリ（Mohamed Nahari）などが挙げられる。
ファシズム下におかれたソマリアでは、一部の公認された音楽を除いて音楽活動は抑圧されていた。この時期には、ソマリランド独立戦争を行って、全体主義的な当時のソマリア政府とは別の安定かつ平和な政府を作ろうと試みていた人々によって、多くのプロテストソングが生み出された。
Waaberi（英語）やHorseed（英語）などのバンドは、国外に於いても小さながら人気を得ている。また、Ahmed Ali Egalやマリアム・マーサル、Waayaha Cusub（英語）らは伝統的なソマリ音楽にポップ・ミュージックやロックンロール、ボサノヴァやジャズなどを織り交ぜた現代風の音楽を演奏している。
1970年代に録音された音楽はハルゲイサに保存されて地下に埋められ、現在はハルゲイザ文化センターのRed Sea Foundationとラジオ・ハルゲイザで聞くことができる。バーレ独裁政権下では音楽シーンが事実上国有化され、バンドや音楽制作は国の管理下に置かれた。バンドは主に警察や軍隊、国立の刑務所が運営し、女性歌手が東アフリカの殆どの国よりも推奨された。現在ではHiddo Dhawrが唯一の営業中のライブハウスである。

## ソマリア音楽家・音楽グループの一覧
- Aar Maanta
- Abdi Qays
- Abdi Sinimo
- Abdullahi Qarshe
- Ahmed Gacayte

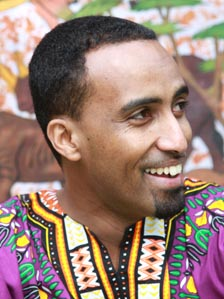
人気ソマリ歌手・Aar Maanta.

- Ahmed Mooge Liibaan|Ahmed Mooge Liban
- Ali Feiruz
- Nimco Omer
- Yasminah
- Dur-Dur Band
- Guduuda 'Arwo
- Hasan Adan Samatar
- Hassan Sheikh Mumin
- Jiim Sheikh Muumin
- Khadija Qalanjo
- K'naan
- Magool
- マリアム･マーサル
- Mohamed Mooge Liban
- モハメド・ヌール・ゲリグ
- サード・アリ・ワルサメ
- Sulekha Ali
- Waayaha Cusub
- Mohamed Sulayman Tubeec
- フデイディ
- Xiddigaha Geeska